# Сапкёчхон
Сапкёчхон (кор. 삽교천?, 揷橋川?) — река на западе Южной Кореи. Протекает по территории провинции Чхунчхон-Намдо и впадает в залив Асанман.
Длина реки составляет 63,47 км, на территории её бассейна (1612,1 км²) проживает 561943 человек (1993). Средний расход воды — 2,2 м³/с (Suchun). Сапкёчхон является десятой по длине рекой Южной Кореи.
Среднегодовая норма осадков в районе реки составляет около 1254 мм в год. Среднегодовая температура в низовьях реки составляет 11,64°С. 75,6 % ежегодного стока протекает в реке с июня по сентябрь, что приводит к наводнениям.
Исток реки находится под горой Jochop (высотой 791,0 м). Основными в бассейне реки являются гранит, магматические и метаморфические породы. С 1979 года устье реки перегорожено дамбой, образующей водохранилище объёмом 84,1 млн м³, чья вода используется для ирригации. По состоянию на 1993 год, 48,5 % бассейна реки занимали леса, 25,2 % — рисовые поля, 13,13 % — прочие селскохозяйственные земли, 3,63 % было застроено.
Крупнейшие города в бассейне реки — Йесан, Хонсон, Асан.
Крупнейшими притоками реки являются Муханчхон (무한천, площадь бассейна 465,04 км²) и Коккёчхон (곡교천, площадь бассейна 542,14 км²).